# Розметов, Владимир Фёдорович
Владимир Фёдорович Розметов (род. 15 декабря 1963, Китаб, Узбекская ССР, СССР) — казахстанский фермер, Герой Труда Казахстана (2022).

## Биография
Окончил Клайпедское высшее мореходное училище, специальность — инженер-судостроитель.
В 1987—1991 годах работал в ремонтно-подменной команде Клайпедского Тралового флота.
В феврале 1992 года стал главным инженером на заводе ЖБИ по приглашению треста «Тенгизнефтестрой», в 1995 году назначен на должность директора завода ЖБИ. В октябре 1997 года стал директором АО «ТенгизНефтеСтрой» .
В 1999—2011 годах — генеральный директор строительной компании ТОО «ТенгизСтройСервис».
С апреля 2006 года руководит крестьянским хозяйством «АтырауАгроОнимдери» в Махамбетском районе Атырауской области. Также является основным учредителем сельско-хозяйственных племзаводов Суюндук и Жас Кайрат.

## Награды
- 14 октября 2022 года Владимиру Розметову указом президента Казахстана было присвоено звание «Қазақстанның Еңбек Ері» (Герой Труда Казахстана) с вручением знака особого отличия Золотой звезды (Алтын жұлдыз) и ордена «Отан»[2].
- 15 декабря 2013 — Орден Достык ІІ степени.[3]
- 2009 — Орден Курмет.